# You're Sixteen
You're Sixteen, nota anche come You're Sixteen (You're Beautiful and You're Mine) o You're Sixteen, You're Beautiful, and You're Mine è una canzone scritta dagli Sherman Brothers e interpretata da Johnny Burnette nel 1961, e reinterpretata da Ringo Starr nel 1973.

## La canzone

### La versione di Johnny Burnette
Negli States giunse all'ottavo posto, mentre in Gran Bretagna al terzo. Nel 1973 è apparsa nel film American Graffiti.

### La versione di Ringo Starr
Ringo Starr pubblicò la canzone come singolo negli USA il 3 dicembre 1973, dove il mese successivo arrivò al primo posto in classifica, mentre in Inghilterra l'8 febbraio dell'anno seguente. 
In Norvegia e Paesi Bassi arriva al sesto posto.
Il singolo era estratto dall'album Ringo. 
Alla registrazione hanno partecipato Harry Nilsson come corista e Paul McCartney. Quest'ultimo è accreditato come suonatore dell'assolo di kazoo; c'è anche chi pensa che siano degli effetti sonori che suonano come un kazoo.
Nel 1978 venne pubblicato un videoclip che mostrava Carrie Fisher come amore del batterista.

#### Formazione
- Ringo Starr: voce, batteria
- Vini Poncia: chitarra elettrica
- Jimmy Calvert: chitarra elettrica
- Nicky Hopkins: pianoforte
- Klaus Voorman: basso elettrico
- Jim Keltner: batteria
- Paul McCartney: kazoo
- Harry Nilsson: cori[3]

### Altre versioni
Il brano ha ispirato soprattutto parodie del titolo:
- I Frenzal Rhomb hanno modificato il titolo in She's Sixty, She's Beautiful and She's Mine
- Paul Kelly ha modificato il titolo in You're 39, You're Beautiful and You're Mine
- L'EP dei Cold Chisel You're Thirteen, You're Beautiful, and You're Mine prende spunto dalla canzone